# Magnetic (album)
Magnetic – dziesiąty album studyjny amerykańskiego zespołu Goo Goo Dolls, wydany w 2013 przez Warner Bros. Records. Jest to ostatnia płyta grupy, na której słychać Mike'a Malinina na perkusji.
Ukazało się także ekskluzywne wydanie albumu, na którym znalazły się dwa bonusowe utwory: wersje koncertowe piosenek "Home" oraz "Black Balloon".

## Lista utworów
1. "Rebel Beat" (John Rzeznik/Gregg Wattenberg) – 3:34
2. "When The World Breaks Your Heart" (Rzeznik/Wattenberg/J. T. Harding) – 3:33
3. "Slow It Down" (Rzeznik/Wattenberg) – 3:11
4. "Caught In the Storm" (Rzeznik/John Shanks) – 3:45
5. "Come To Me" (Rzeznik/Wattenberg) – 4:27
6. "Bringing On The Light" (Robby Takac) – 3:16
7. "More Of You" (Rzeznik/Shanks) – 3:26
8. "Bulletproofangel" (Rzeznik/Andy Stochansky) – 3:23
9. "Last Hot Night" (Rzeznik/Todd Clark) – 3:37
10. "Happiest Of Days" (Takac) – 3:31
11. "Keep The Car Running" (Rzeznik/Shanks) – 4:08

## Personel
- Johnny Rzeznik – gitara, śpiew
- Robby Takac – gitara basowa, śpiew
- Mike Malinin – perkusja